# Anochetus corayi
Anochetus corayi es una especie extinta de hormiga carnívora del género Anochetus, categorizada en la tribu Ponerini, de la subfamilia Ponerinae. Fue descrita por Baroni Urbani en 1980.

## Distribución
Se distribuía por América: República Dominicana.